# ایگل ماونتین، تگزاس
ایگل ماونتین (به انگلیسی: Eagle Mountain) یک منطقهٔ مسکونی در ایالات متحده آمریکا است که در شهرستان تارانت، تگزاس واقع شده‌است. ایگل ماونتین ۵۷٫۹ کیلومتر مربع مساحت و ۶٬۵۹۹ نفر جمعیت دارد و ۲۰۴ متر بالاتر از سطح دریا واقع شده‌است.